# Benjamin Tyler Henry

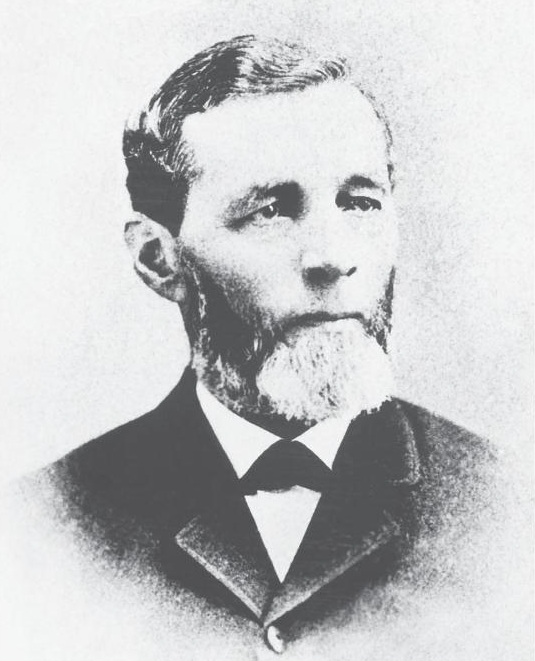
Benjamin Tyler Henry.

Benjamin Tyler Henry (22 de março de 1821 Claremont, Nova Hampshire — 08 de junho de 1898 New Haven, Connecticut), foi um armeiro e industrial Norte americano. Ele foi o inventor do Rifle Henry, o primeiro rifle de repetição por ação de alavanca, efetivamente funcional.